# Othniel Charles Marsh
Othniel Charles Marsh (29. října 1831, Lockport, New York – 18. března 1899, New Haven, Connecticut) byl jedním z nejvýznamnějších paleontologů 19. století.

## Vědecká kariéra
Marsh byl jedním ze dvou hlavních protagonistů slavné „války o kosti“, jeho protivníkem byl o devět let mladší paleontolog Edward Drinker Cope. Společně objevili kolem 140 nových druhů dinosaurů a prakticky zavedli paleontologii obratlovců do nového věku. Marsh formálně popsal i tak slavné dinosaury, jako jsou sauropod Apatosaurus, tyreofor Stegosaurus nebo teropod Allosaurus. Formálně popsal také slavného ptakoještěra rodu Pteranodon.
Marsh se proslavil také jako vědec, který v roce 1869 odhalil podvod v podobě tzv. Cardiffského obra (umělé lidské postavy, vydávané za legendárního obra).
Rozšíření páteřního kanálu v křížové oblasti, zjištěné u některých sauropodů a stegosauridů přivedlo O. C. Marshe i jeho následovníky k mylné domněnce, že tito dinosauři byli vybaveni druhým nervovým centrem právě v této oblasti těla. Sekundární „mozek“ měl pomáhat s ovládáním ocasu a zadních končetin a posilovat zde funkci vzdáleného mozku v lebce. Ve skutečnosti však dinosauři žádný druhý mozek neměli, jedná se patrně jen o rozšíření páteřního kanálu pro umístění glykogenového tělesa – zásobárny polysacharidu glykogenu, známou například u dnešních ptáků.